# Olympus E-330
La E-330 es una SLR digital de 7.5 megapíxeles fabricada por Olympus y basada en el sistema Cuatro Tercios que fue presentada el 30 de enero de 2006.
Frente su predecesora, monta un nuevo sensor CMOS de 7.5 megapixels denominado Live MOS y una pantalla LCD articulada.
Su principal característica es la previsualización de la toma a través de la pantalla LCD. La previsualización no es una novedad en las cámaras compactas digitales pero la E-330 es la primera SLR digital en ofrecer esta posibilidad.
La E-330 usa el SuperSonic Wave Filter patentado por Olympus que impide que la suciedad se acumule en el sensor, la limpieza se lleva a cabo en cada encendido de la cámara o cuando el usuario así lo requiera.
La Panasonic Lumix DMC-L1 y la Leica Digilux 3 están basadas en el mismo sistema interno y comparten el método de previsualización.

### Sitios oficiales
- Olympus España E-330

### Artículos sobre la cámara
- Specifications and ratings at dpreview.com (en inglés)
- Análisis en Quesabesde.com

- Datos: Q1067227
- Multimedia: Olympus E-330 / Q1067227